# 셰쯔룽영상예술관

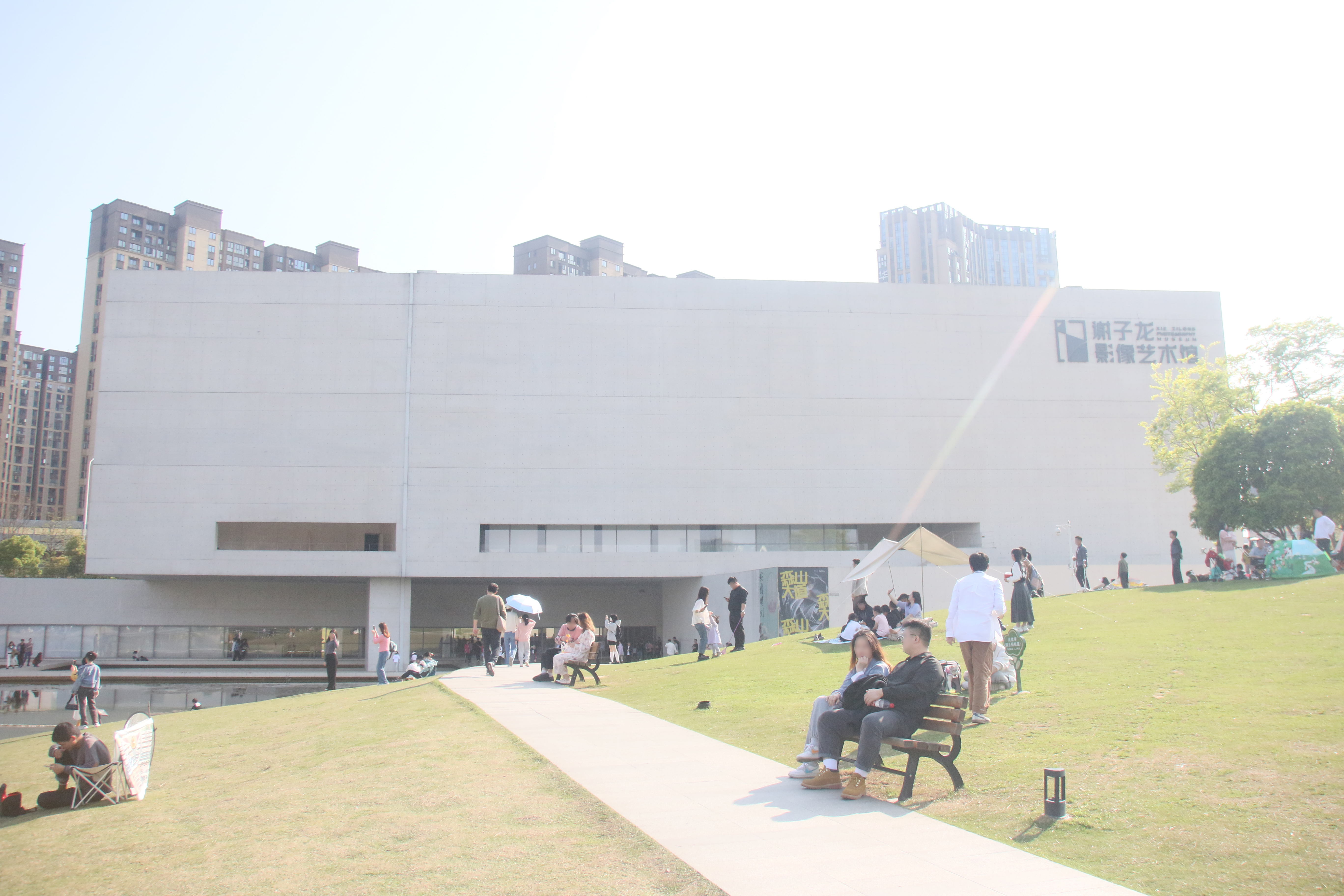
셰쯔룽영상예술관

셰쯔룽영상예술관(중국어: 谢子龙影像艺术馆, Xie Zilong Photography Museum)은 중국 후난성 창사시 웨루구에 있는 사진 박물관이다. 면적은 약 6,666.67-제곱미터 (71,759.4 ft2)이고 건축 면적은 약 10,000-제곱미터 (110,000 ft2)이다. 양후습지공원과 리쯔지안미술관이 인접해 있다.

## 역사
2017년 9월 16일 공식 개장하였다.